# Cholent
Cholent (in yiddish: טשאָלנט, tsholnt o tshulnt) o Hamin (in ebraico: חמין) è un tradizionale stufato della cucina ebraica. Viene cotto durante tutta la notte per 12 ore e mangiato a pranzo durante lo Shabbat. Il cholent si è raffinato nei secoli per essere conforme alle regole della religione ebraica che vieta di cucinare durante il sabato. La pentola viene portata a bollitura il venerdì sera, prima che cominci il sabato, e mantenuta poi in forno a temperatura minima fino al giorno dopo.
Ci sono molte varianti a questo piatto che è usato sia dagli ebrei aschenaziti che sefarditi. Gli ingredienti base del cholent sono carne di manzo, patate, fagioli e orzo. Nella variante sefardita (Hamin) si usa il riso invece di fagioli ed orzo e carne di pollo anziché di manzo.

## Storia
La prima traccia del cholent askenazita si trova in uno scritto del Rabbi Yizhak di Vienna del 1180. 

## Preparazione

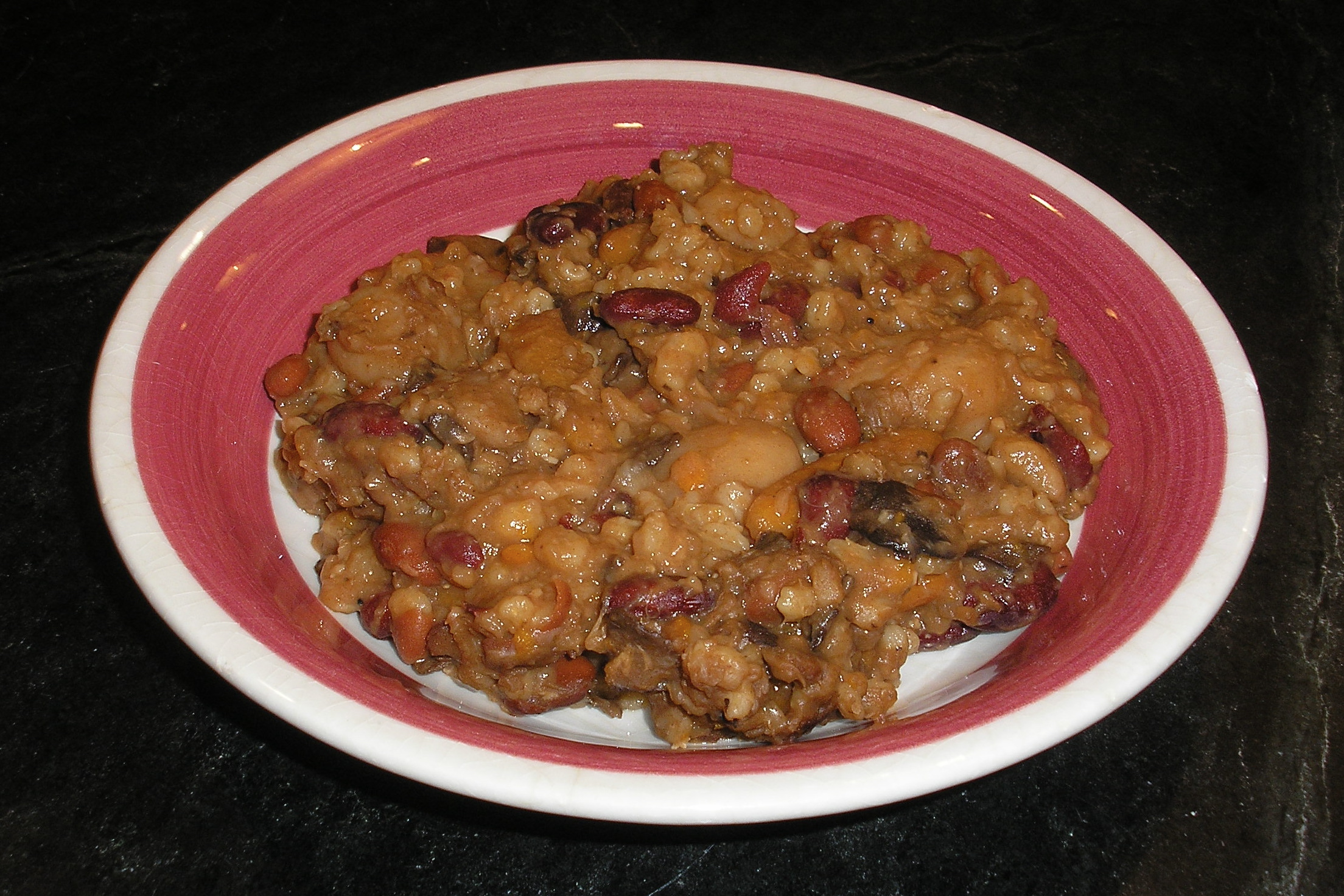
Cholent

Ci sono molte ricette per il cholent. Gli ingredienti variano a seconda delle aree geografiche d'Europa dalle quali gli ebrei vivevano e soprattutto dalle preferenze personali del cuoco. La lunga cottura notturna permette il fondersi del vari elementi che conducono il caratteristico sapore del cholent.
L'ingrediente principale del cholent tradizionale è il manzo (spalla, punta di petto, pancia, o qualsiasi altro taglio che si fa tenero e saporito in una lunga cottura lenta). La carne è posta in una pentola con patate sbucciate, qualsiasi tipo di fagioli e cereali (orzo, farro, riso). La miscela è leggermente speziata, soprattutto sale e pepe.

Mentre la carne di manzo è l'ingrediente base tradizionale, carni alternative possono essere pollo, tacchino, vitello. Altri ortaggi come carote, patate dolci, pomodori, zucchine possono essere presenti. La speziatura può essere migliorata con paprika, pepe in grani, e anche salsa di pomodoro o ketchup. Per ulteriori sapore e l'imbrunimento, alcuni cuochi non pelano le cipolle o aggiungono una piccola quantità di zucchero caramellato in olio.

### Cholent Askenazita

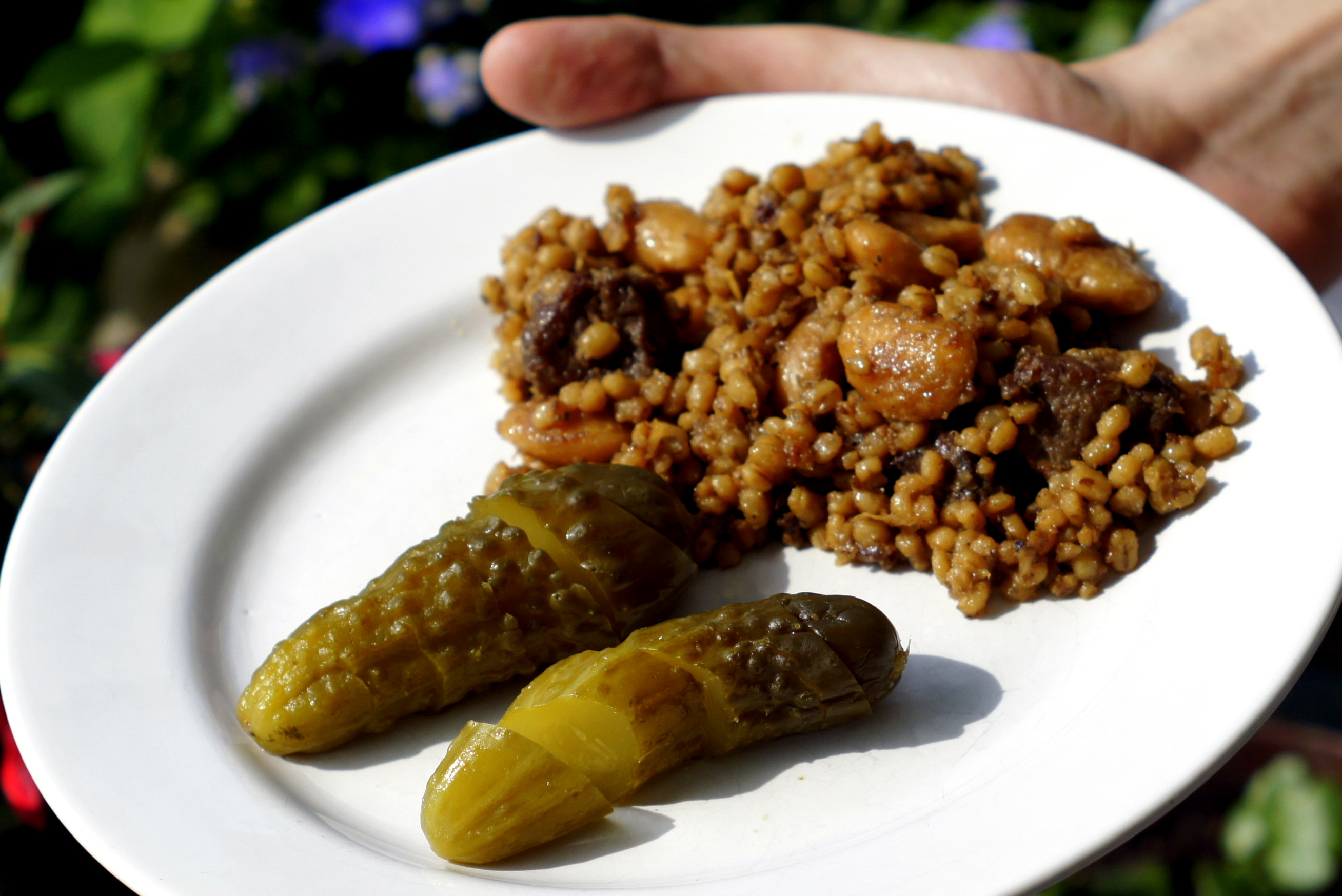

Un'aggiunta comune al cholent askenazita contiene spesso kishke o helzel, un tipo di salsiccia kosher farcita con un impasto di farina, pollo o grasso d'oca, cipolle fritte e spezie. Tradizionalmente il kishke è preparato con il rivestimento intestinale di mucca. Oggi è spesso sostituito con un involucro sintetico commestibile come quello utilizzato per il salame o gli hot dog. L'Helzel è la pelle del collo di pollo ripieno con un impasto a base di farina simile al kishke e cucito con ago e filo per assicurare che rimanga intatto durante la lunga cottura.